# ناوشکن کلاس سامنر
| Allen M. Sumner-class destroyer · ناوشکن کلاس سامنر ایالات متحده آمریکا · | Allen M. Sumner-class destroyer · ناوشکن کلاس سامنر ایالات متحده آمریکا ·   |
| ------------------------------------------------------------------------- | --------------------------------------------------------------------------- |
| ناوشکن دی هون در ۱۹۷۰                                                     |                                                                             |
| اطلاعات کلی                                                               |                                                                             |
| نوع کشتی                                                                  | ناوشکن                                                                      |
| کلاس                                                                      | کلاس سامنر                                                                  |
| کشور سازنده                                                               | ایالات متحده آمریکا                                                         |
| ساخت کارخانه                                                              | کارخانه کشتی‌سازی تاد پاسفیک                                                 |
| ورود به ناوگان                                                            | ۱۹۴۴                                                                        |
| مشخصات                                                                    |                                                                             |
| طول کشتی                                                                  | ۱۱۴ متر                                                                     |
| پهنای بدنه                                                                | ۱۲٫۱۹ متر                                                                   |
| ارتفاع ستون                                                               | ۴٫۷۸ متر                                                                    |
| بارگیری استاندارد                                                         | ۲۲۰۰ تن                                                                     |
| نوع موتور                                                                 | ۲ موتور توربین بخار، ۲ شفت، ۲ دیگ بخار به قدرت ۶۰ هزار اسب بخار (۴۵ مگاوات) |
| تعداد خدمه                                                                | ۳۳۶ نفر                                                                     |
| سرعت                                                                      | ۳۴ گره (۶۳ کیلومتر در ساعت)                                                 |
| برد عملیاتی                                                               | ۱۲۰۰۰ کیلومتر با سرعت ۱۵ گره                                                |
| جنگ‌افزارها                                                                |                                                                             |
| توپخانه                                                                   | ۶ × توپ ۱۲۷ میلیمتری                                                        |
| توپخانه ضدهوایی                                                           | ۱۲ × توپ ۴۰ م‌م بوفورس ۱۱ توپ ۲۰ م‌م                                          |
| سرنوشت                                                                    |                                                                             |
| تاریخ و محل غرق شدن                                                       | ۴ فروند                                                                     |
| تاریخ خروج از خدمت                                                        | ۱۹۷۰ از آمریکا                                                              |

ناوشکن کلاس آلن ام. سامنر رده‌ای از شناورهای جنگی آمریکایی بود که در سال‌های ۱۹۴۳ تا ۱۹۴۵ برای نیروی دریایی این کشور ساخته شدند. نیروی دریایی آمریکا ۷۰ کشتی از این کلاس را سفارش داده بود که ۵۸ فروند از آن‌ها به عنوان ناوشکن و ۱۲ فروند به عنوان ناوشکن مین‌گذار تکمیل شدند.
چهار فروند از ناوشکن‌های سامنر در جنگ جهانی دوم از دست رفتند و یکی دیگر هم به طرز غیرقابل جبرانی آسیب دید اما بقیه تا اوایل دهه ۱۹۷۰ در این ارتش فعال ماندند و برخی از آن‌ها در جنگ کره و تعداد کمی در جنگ ویتنام هم شرکت کردند. تهیه آتش پشتیبان برای نیروهای پیاده‌نظام، پایش و مراقبت سواحل و حفاظت از کشتی‌های بزرگتر در مقابل حمله احتمالی زیردریایی‌ها از جمله ماموریت‌های اصلی این کشتی‌های جنگی بود
۲۹ فروند از این کشتی‌ها پس از خروج خدمت به کشورهای تایوان (۱۲ کشتی)، آرژانتین (۴ کشتی)، برزیل (۵ کشتی)، شیلی، کلمبیا، کره جنوبی، ونزوئلا و ایران هر کدام دو کشتی، و ترکیه و یونان هر کدام یک کشتی، فروخته شدند. دو کشتی کلاس سامنر که به ایران فروخته شدند، ناوشکن ببر و ناوشکن پلنگ نام گرفتند و تا اوایل دهه ۱۹۹۰ در نیروی دریایی ارتش ایران فعال بودند.
امروزه هیچ‌یک از این کشتی‌ها فعال نیستند اما دو فروند از آن‌ها همچنان به عنوان موزه نگهداری می‌شوند که یکی در کارولینای جنوبی و دیگری در تایوان قرار دارند.

## مشخصات
ناوشکن‌های کلاس سامنر ۱۱۴ متر طول داشته و وزن استاندارد آن‌ها ۲۲۰۰ تن بود. نیروی محرکهٔ این کشتی‌ها را دو موتور توربین بخار به قدرت ۶۰ هزار اسب بخار تأمین می‌کرد که حداکثر سرعت آن‌ها را به ۳۴ گره دریایی (۶۳ کیلومتر بر ساعت) می‌رساند. این کشتی‌ها با سوخت کامل قادر بودند مسافت ۱۲ هزار کیلومتری را با سرعت ۱۵ گره دریایی بر ساعت (۲۸ کیلومتر) طی کنند. خدمه هر کشتی هم شامل ۳۳۶ نفر می‌شد.

## جنگ‌افزارها
سلاح اصلی این ناوشکن‌ها شش قبضه توپ ۱۲۷ میلی‌متری (۵ اینچی) بود که با ۱۲ توپ ضدهوایی تک‌لول ۴۰ م‌م بوفورس و ۱۱ توپ تک‌لول ۲۰ م‌م همراهی می‌شد. ۱۰ اژدرانداز ۵۳۳ م‌م و شش شلیک‌گر خرج‌های عمقی ضدزیردریایی هم از سلاح‌های دیگر این کشتی جنگی بودند. برخی از ناوشکن‌هایی که در اوایل دهه ۱۹۷۰ به کشورهای دیگر فروخته به سیستم‌های موشکی ضد کشتی و سطح‌به‌هوا مثل ریم-۶۶ استاندارد نیز مجهز شدند.